# HPS-104

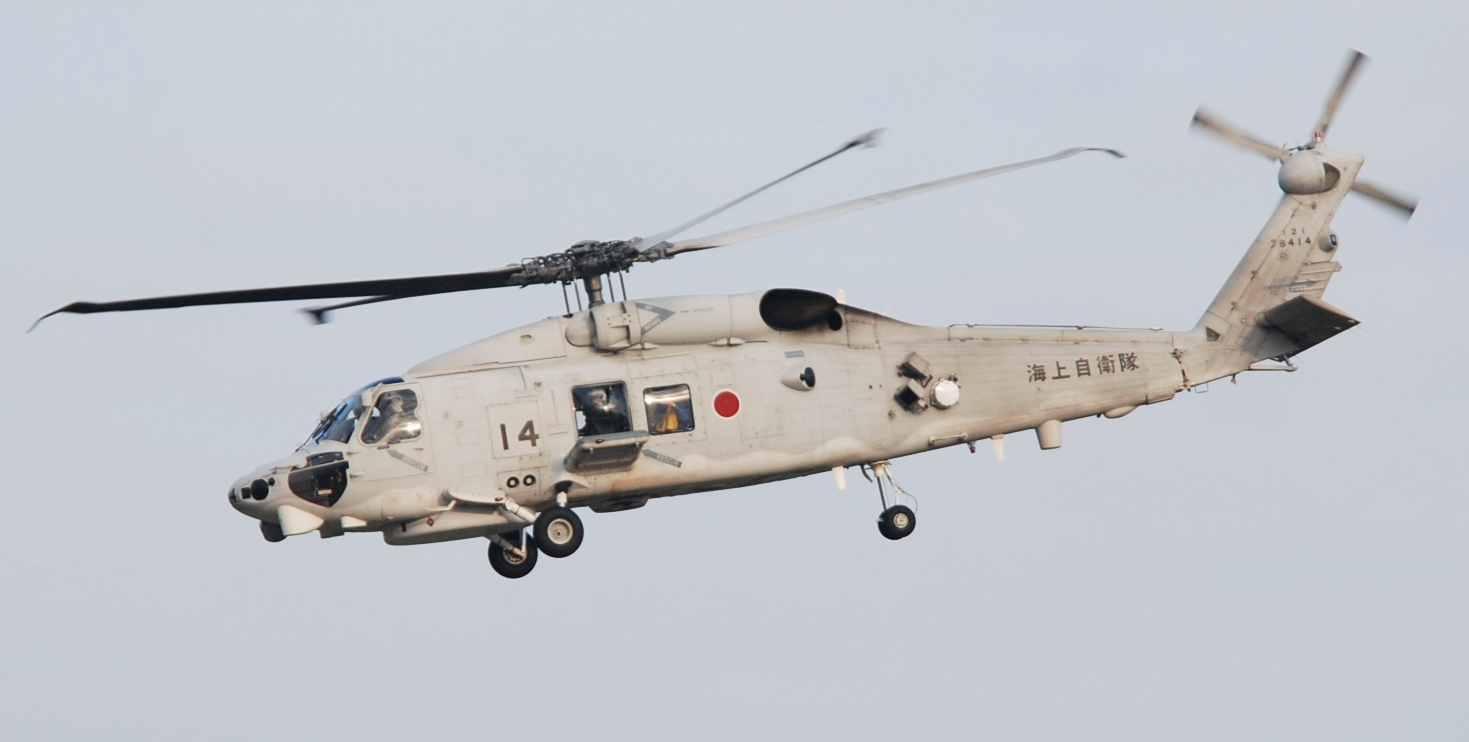
HPS-104 레이더는 SH-60K 해상작전헬기에 탑재된다.

HPS-104는 일본이 개발한 능동주사식 위상배열레이더이고, 해상작전헬기인 SH-60K에 탑재된다. 

## 제원
- 레이다 이름 : J/HPS-104
- 탑재기 : SH-60K 해상작전헬기
- 생산량 : 100대 이상
- 현황 : 운용중

## 같이 보기
- HPS-106
- SH-60 시호크
- AESA